# Vorskla Poltava
Pour les articles homonymes, voir FK Poltava.
Maillots
Le Fubolny Klub Vorskla Poltava (en ukrainien : Футбольний Клуб Ворскла Полтава), plus couramment abrégé en Vorskla Poltava, est un club ukrainien de football fondé en 1955 et basé dans la ville de Poltava.
Il tient son nom de la rivière Vorskla.
En 2009, il réussit l'exploit de remporter la Coupe d'Ukraine de football, ce qu'aucun club autre que le Dynamo Kiev ou que le Chakhtior Donetsk n'avait fait depuis 1995. Le club s'est ainsi qualifié pour la 1re édition de la Ligue Europa, 12 ans après sa première participation à une Coupe d'Europe.

## Historique
- 1955 : fondation du club
- 1997 : 1re participation à une Coupe d'Europe (C3, saison 1997/98)
- 2009 : le club remporte la Coupe d'Ukraine de football 2008-2009

## Identité

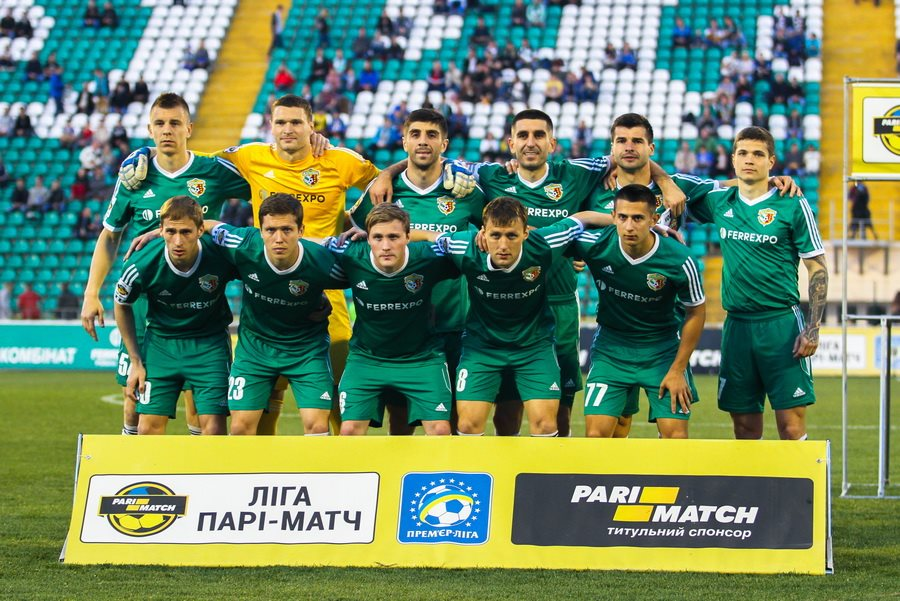
Photo d'équipe en 2016.

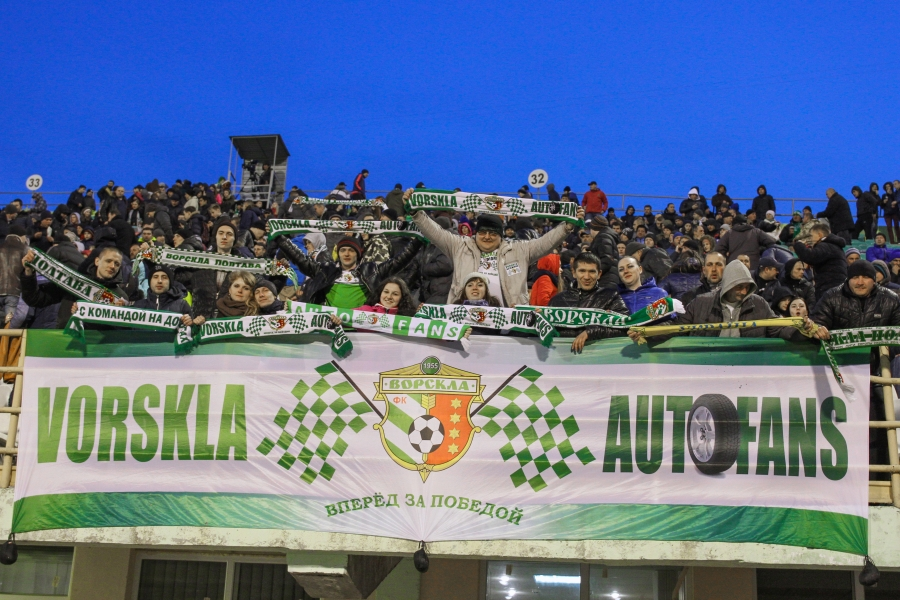
Supporters du club en 2017.

## Bilan sportif

### Palmarès
| Compétitions nationales |
| --- |
| - Coupe d'Ukraine (1) : - Vainqueur : 2008-09. - Finaliste : 2019-20 et 2023-24. - Supercoupe d'Ukraine : - Finaliste : 2009. |

### Classements en championnat
La frise ci-dessous résume les classements successifs du club en championnat d'Union soviétique.
La frise ci-dessous résume les classements successifs du club en championnat d'Ukraine.

### Bilan par saison
Légende
- Vainqueur de la compétition
- Vice-champion ou finaliste de la compétition
- Troisième de la compétition
- Promu en division supérieure
- Relégué en division inférieure

| Saison    | Championnat | Championnat | Championnat | Championnat | Championnat | Championnat | Championnat | Championnat | Championnat | Championnat | Coupe d'Ukraine     |
| Saison    | Division    | Pos         | Pts         | J           | V           | N           | D           | BP          | BC          | Diff        | Coupe d'Ukraine     |
| --------- | ----------- | ----------- | ----------- | ----------- | ----------- | ----------- | ----------- | ----------- | ----------- | ----------- | ------------------- |
| 1992      | 2e          | 8e          | 29          | 26          | 12          | 5           | 9           | 33          | 25          | +8          | Seizièmes de finale |
| 1992-1993 | 2e          | 4e          | 51          | 42          | 21          | 9           | 12          | 57          | 46          | +11         | 32es de finale      |
| 1993-1994 | 2e          | 8e          | 37          | 38          | 15          | 7           | 16          | 30          | 52          | -22         | Seizièmes de finale |
| 1994-1995 | 2e          | 11e         | 59          | 42          | 17          | 8           | 17          | 49          | 48          | +1          | Huitièmes de finale |
| 1995-1996 | 2e          | 1er         | 103         | 42          | 32          | 7           | 3           | 92          | 37          | +55         | 32es de finale      |
| 1996-1997 | 1re         | 3e          | 58          | 30          | 17          | 7           | 6           | 50          | 26          | +24         | Quarts de finale    |
| 1997-1998 | 1re         | 5e          | 49          | 30          | 15          | 4           | 11          | 41          | 46          | -5          | Quarts de finale    |
| 1998-1999 | 1re         | 10e         | 35          | 30          | 10          | 5           | 15          | 36          | 43          | -7          | Quarts de finale    |
| 1999-2000 | 1re         | 4e          | 49          | 30          | 14          | 7           | 9           | 50          | 34          | +16         | Huitièmes de finale |
| 2000-2001 | 1re         | 12e         | 23          | 26          | 6           | 5           | 15          | 16          | 29          | -13         | Seizièmes de finale |
| 2001-2002 | 1re         | 11e         | 25          | 26          | 6           | 7           | 13          | 19          | 33          | -14         | Seizièmes de finale |
| 2002-2003 | 1re         | 11e         | 32          | 30          | 8           | 8           | 14          | 26          | 41          | -15         | Quarts de finale    |
| 2003-2004 | 1re         | 14e         | 27          | 30          | 6           | 9           | 15          | 26          | 49          | -23         | Huitièmes de finale |
| 2004-2005 | 1re         | 14e         | 30          | 30          | 8           | 6           | 16          | 18          | 35          | -17         | Seizièmes de finale |
| 2005-2006 | 1re         | 10e         | 37          | 30          | 9           | 10          | 11          | 28          | 34          | -6          | Quarts de finale    |
| 2006-2007 | 1re         | 13e         | 31          | 30          | 7           | 10          | 13          | 23          | 28          | -5          | Seizièmes de finale |
| 2007-2008 | 1re         | 8e          | 36          | 30          | 9           | 9           | 12          | 28          | 30          | -2          | Quarts de finale    |
| 2008-2009 | 1re         | 5e          | 49          | 30          | 14          | 7           | 9           | 32          | 26          | +6          | Vainqueur           |
| 2009-2010 | 1re         | 10e         | 31          | 30          | 6           | 13          | 11          | 29          | 32          | +3          | Seizièmes de finale |
| 2010-2011 | 1re         | 6e          | 39          | 30          | 10          | 9           | 11          | 37          | 32          | +5          | Huitièmes de finale |
| 2011-2012 | 1re         | 8e          | 37          | 30          | 9           | 10          | 11          | 38          | 43          | -5          | Huitièmes de finale |
| 2012-2013 | 1re         | 12e         | 31          | 30          | 8           | 7           | 15          | 31          | 36          | -5          | Huitièmes de finale |
| 2013-2014 | 1re         | 8e          | 40          | 28          | 10          | 10          | 8           | 36          | 38          | -2          | Huitièmes de finale |
| 2014-2015 | 1re         | 4e          | 42          | 26          | 11          | 9           | 6           | 35          | 22          | +13         | Huitièmes de finale |
| 2015-2016 | 1re         | 5e          | 42          | 26          | 11          | 9           | 6           | 32          | 26          | +6          | Quarts de finale    |
| 2016-2017 | 1re         | 7e          | 42          | 32          | 11          | 9           | 12          | 32          | 32          | 0           | Quarts de finale    |
| 2017-2018 | 1re         | 3e          | 49          | 32          | 14          | 7           | 11          | 37          | 35          | +2          | Quarts de finale    |
| 2018-2019 | 1re         | 7e          | 42          | 32          | 12          | 6           | 14          | 31          | 43          | -12         | Quarts de finale    |
| 2019-2020 | 1re         | 10e         | 34          | 32          | 9           | 7           | 16          | 23          | 48          | -25         | Finale              |
| 2020-2021 | 1re         | 5e          | 41          | 26          | 11          | 8           | 7           | 37          | 30          | +7          | Huitièmes de finale |
| 2021-2022 | 1re         | 5e          | 33          | 18          | 9           | 6           | 3           | 30          | 18          | +12         | Annulée             |
| 2022-2023 | 5e          | 45          | 30          | 13          | 6           | 11          | 38          | 27          | +11         | —           |                     |

### Bilan européen
Note : dans les résultats ci-dessous, le score du club est toujours donné en premier.
| Saison    | Compétition             | Tour              | Club              | Domicile | Extérieur | Total     |
| --------- | ----------------------- | ----------------- | ----------------- | -------- | --------- | --------- |
| 1997-1998 | Coupe UEFA              | Premier tour Q    | Daugava Riga      | 2 - 1    | 3 - 1     | 5 - 2     |
| 1997-1998 | Coupe UEFA              | Deuxième tour Q   | RSC Anderlecht    | 0 - 2    | 0 - 2     | 0 - 4     |
| 2000-2001 | Coupe UEFA              | Tour préliminaire | Rabotnički Skopje | 2 - 0    | 2 - 0     | 4 - 0     |
| 2000-2001 | Coupe UEFA              | Premier tour      | Boavista FC       | 1 - 2    | 1 - 2     | 2 - 4     |
| 2009-2010 | Ligue Europa            | Barrages Q        | Benfica Lisbonne  | 2 - 1    | 0 - 4     | 2 - 5     |
| 2011-2012 | Ligue Europa            | Deuxième tour Q   | Glentoran FC      | 3 - 0    | 2 - 0     | 5 - 0     |
| 2011-2012 | Ligue Europa            | Troisième tour Q  | Sligo Rovers      | 0 - 0    | 2 - 0     | 2 - 0     |
| 2011-2012 | Ligue Europa            | Barrages Q        | Dinamo Bucarest   | 2 - 1    | 3 - 2     | 5 - 3     |
| 2011-2012 | Ligue Europa            | Groupe B          | Hanovre 96        | 1 - 2    | 1 - 3     | Quatrième |
| 2011-2012 | Ligue Europa            | Groupe B          | Standard de Liège | 1 - 3    | 0 - 0     | Quatrième |
| 2011-2012 | Ligue Europa            | Groupe B          | FC Copenhague     | 1 - 1    | 0 - 1     | Quatrième |
| 2015-2016 | Ligue Europa            | Troisième tour Q  | MŠK Žilina        | 3 - 1 ap | 0 - 2     | 3 - 3E    |
| 2016-2017 | Ligue Europa            | Troisième tour Q  | Lokomotiva Zagreb | 2 - 3    | 0 - 0     | 2 - 3     |
| 2018-2019 | Ligue Europa            | Groupe E          | Arsenal FC        | 0 - 3    | 2 - 4     | Troisième |
| 2018-2019 | Ligue Europa            | Groupe E          | Sporting CP       | 1 - 2    | 0 - 3     | Troisième |
| 2018-2019 | Ligue Europa            | Groupe E          | Qarabağ FK        | 0 - 1    | 1 - 0     | Troisième |
| 2021-2022 | Ligue Europa Conférence | Deuxième tour Q   | KuPS Kuopio       | 2 - 3 ap | 2 - 2     | 4 - 5     |
| 2022-2023 | Ligue Europa Conférence | Deuxième tour Q   | AIK Solna         | 3 - 2    | 0 - 2 ap  | 3 - 4     |
| 2023-2024 | Ligue Europa Conférence | Deuxième tour Q   | Dila Gori         | 2 - 1    | 1 - 3     | 3 - 4     |

Légende
- Victoire ou qualification pour le tour suivant
- Match nul
- Défaite ou élimination de la compétition

## Personnalités du club

### Présidents
- Oleh Babayev

### Entraîneurs
- Kostyantyn Skryptchenko (1955-avril 1955)
- Anatoliy Zubrytskyi (avril 1955-décembre 1956)
- Andriy Zhyhan (janvier 1957-avril 1957)
- Yosyp Lifshyts (avril 1957-décembre 1958)
- Oleksandr Zahretskyi (janvier 1959-juin 1959)
- Hennadiy Douhanov (juillet 1959-juillet 1960)
- Viktor Zhyltsov (août 1960-juillet 1964)
- Kostyantyn Skryptchenko (interim) (juillet 1964-août 1964)
- Hryhoriy Balaba (août 1964-juillet 1965)
- Kostyantyn Skryptchenko (juillet 1965-octobre 1965)
- Viktor Zhyltsov (janvier 1966-décembre 1966)
- Volodymyr Aksyonov (janvier 1967-octobre 1967)
- Oleksandr Alpatov (décembre 1968-août 1970)
- Youri Voïnov (Sept 1970-juillet 1972)
- Oleksandr Alpatov (juillet 1972-juillet 1973)
- Viktor Nosov (juillet 1973-novembre 1974)
- Anatoliy Vitkov (décembre 1974-mai 1976)
- Vasyl Salkov (mai 1976-décembre 1976)
- Stanislav Basyouk (janvier 1977-mai 1980)
- Volodymyr Aksyonov (mai 1980-mai 1982)
- Hennadiy Poutivskyi (mai 1982-novembre 1982)
- Viktor Pozhetchevskyi (février 1984-janvier 1990)
- Hennadiy Lysentchouk (janvier 1990-août 1990)
- Viktor Pozhechevskyi (août 1990-novembre 1990)
- Vladimir Khodous (janvier 1991-août 1991)
- Leonid Koltun (février 1992)
- Serhiy Dotsenko (mars 1992-juillet 1992)
- Volodymyr Bryoukhtiy (juillet 1992-juillet 1993)
- Viktor Maslov (juillet 1993-novembre 1993)
- Viktor Pozhetchevskyi (janvier 1994-juin 1998)
- Oleksandr Dovbiy (juin 1998-août 1998)
- Serhiy Sobetskyi et  Ivan Shariy (interim) (août 1998-octobre 1998)
- Anatoli Konkov (octobre 1998-août 2000)
- Serhiy Morozov (août 2000-juin 2001)
- Andriy Bal (juillet 2001-août 2003)
- Oleh Morhun (interim) (août 2003)
- Oleg Dolmatov (août 2003-octobre 2003)
- Oleh Morhun (interim) (octobre 2003-décembre 2003)
- Volodymyr Lozynskyi (décembre 2003-juillet 2004)
- Volodymyr Muntian (juillet 2004-juin 2005)
- Viktor Nosov (juin 2005-juin 2007)
- Anatoliy Momot (interim) (juillet 2007-décembre 2007)
- Mykola Pavlov (décembre 2007-mai 2012)
- Vadym Yevtushenko (juin 2012-août 2012)
- Serhiy Svystoun (août 2012-juin 2013)
- Anatoliy Momot (interim) (juillet 2013-juin 2014)
- Vasyl Sachko (juin 2014-mars 2019)
- Vitaliy Kosovskyi (mars 2019-novembre 2019)
- Yuriy Maksymov (novembre 2019-)

### Joueurs emblématiques
La liste suivante présente des joueurs dont le passage au club est considéré comme notable,.
- Vitali Bardechyne (uk) (1965-1966, 1968-1974)
- Viktor Nosov (en) (1967-1972)
- Yuri Reznik (en) (1971-1972, 1985-1989)
- Vitali Staroukhine (1971-1972)
- Valeriy Vorobyov (en) (1990-1991)
- Roman Bezus (2009-2012)
- Volodymyr Chesnakov (en) (2006-)
- Serhiy Dolhanskyi (en) (2001-2003, 2005-2013)
- Serhiy Doronchenko (en) (1992-1993, 1995-1996)
- Viktor Dotsenko (uk) (1996-2002)
- Volodymyr Dychko (en) (1995-1999)
- Oleksandr Holovko (1996-2002)
- Artem Hromov (en) (2010-2016)
- Andriy Huzenko (en) (1993, 1997-2003)
- Ihor Kostyuk (en) (1997-2001)
- Andriy Kovtun (en) (1996-2000)
- Oleg Krasnoporov (2008-2013)
- Serhiy Kravchenko (2006-2008)
- Oleh Kryvenko (uk) (1987-1996)
- Denys Kulakov (2007-2011)
- Serhiy Loukach (uk) (1987-1992)
- Ihor Matchohan (uk) (1994-2001)
- Hennadiy Medvedyev (en) (1998-2010)
- Oleksandr Melaschenko (en) (1997-2001)
- Oleh Morhun (en) (1987-1991, 1995-1999)
- Oleksandr Omeltchouk (uk) (1997-2002)
- Serhiy Onopko (en) (1999-2004)
- Ihor Perduta (en) (2010-)
- Oleksandr Pindeyev (en) (1992-1994)
- Andriy Pyatov (2001-2007)
- Pavlo Rebenok (en) (2004-2007, 2011-2013, 2016-)
- Vasyl Sachko (2008-2012)
- Vadym Sapay (en) (2012-)
- Yevhen Selin (2010-2012)
- Ivan Shariy (en) (1974-1975, 1978, 1987-1990, 1992, 1995-1999)
- Hryhoriy Yarmash (2005-2011)
- Dmytro Yesin (2008-2012)
- Debatik Curri (2005-2010)
- Armend Dallku (2005-2016)
- Ahmed Januzi (2007-2015)
- Vitaliy Kobzar (en) (1996-2002)
- Sergiu Epureanu (2004-2006)
- Sanzhar Tursunov (2014-2016)
- Jovan Markoski (2006-2015)
- Vazgen Manasyan (en) (1992-1994)
- Serhiy Chuichenko (en) (1996-1998)
- Andreï Khomine (en) (1996-1999)
- Igor Kislov (en) (1988-1990, 1996-1998)

### Effectif actuel
Effectif à jour au 12 janvier 2021,.
| N° | Nat.                  | Poste | Nom du joueur                                 |
| -- | --------------------- | ----- | --------------------------------------------- |
| 4  | Drapeau de l'Ukraine  | D     | Ihor Perduta (vice-captain)                   |
| 5  | Drapeau du Ghana      | D     | Najeeb Yakubu                                 |
| 6  | Drapeau de l'Ukraine  | M     | Oleksandr Sklyar                              |
| 7  | Drapeau du Brésil     | M     | Luizão                                        |
| 8  | Drapeau du Luxembourg | M     | Olivier Thill                                 |
| 9  | Drapeau des Pays-Bas  | D     | Bradley de Nooijer (en prêt du Viitorul)      |
| 10 | Drapeau de l'Ukraine  | A     | Vladyslav Kulach                              |
| 11 | Drapeau de l'Ukraine  | A     | Ruslan Stepanyuk                              |
| 13 | Drapeau de l'Ukraine  | D     | Serhiy Yavorskyi                              |
| 14 | Drapeau de l'Ukraine  | A     | Danylo Kravchuk                               |
| 15 | Drapeau de l'Ukraine  | M     | Artem Kulakovskyi                             |
| 17 | Drapeau de l'Ukraine  | M     | Volodymyr Chesnakov (captain)                 |
| 19 | Drapeau de l'Ukraine  | M     | Heorhiy Tsitaishvili (en prêt du Dynamo Kyiv) |
| 21 | Drapeau de l'Ukraine  | G     | Oleksandr Tkachenko                           |

| No. | Nat.                        | Position | Nom du joueur         |
| --- | --------------------------- | -------- | --------------------- |
| 23  | Drapeau de l'Ukraine        | D        | Vadym Sapay           |
| 28  | Drapeau de la Croatie       | M        | David Puclin          |
| 31  | Drapeau de l'Ukraine        | G        | Dmytro Riznyk         |
| 38  | Drapeau de l'Ukraine        | M        | Artem Chelyadin       |
| 39  | Drapeau de l'Ukraine        | D        | Yevhen Opanasenko     |
| 45  | Drapeau de l'Ukraine        | M        | Daniil Khrypchuk      |
| 47  | Drapeau de l'Espagne        | M        | Amilcar Codjovi       |
| 50  | Drapeau du Mali             | D        | Ibrahim Kane          |
| 51  | Drapeau de l'Ukraine        | G        | Pavlo Isenko          |
| 52  | Drapeau de l'Ukraine        | M        | Daniil Syemilyet      |
| 82  | Drapeau de l'Ukraine        | M        | Pavlo Rebenok         |
| 86  | Drapeau de l'Ukraine        | A        | Oleksandr Kozhevnikov |
| 92  | Drapeau de la France        | M        | Pape-Alioune Ndiaye   |
| 95  | Drapeau de la Côte d'Ivoire | A        | Saliia Konate         |